# Мелинда Френч Гејтс
Мелинда Френч Гејтс (енгл. Melinda French Gates; Далас, 15. август 1964) је америчка хуманитарка, бивша супруга оснивача Мајкрoсoфта Била Гејтса и суоснивач фондације Бил и Мелинда Гејтс која се бави разним хуманитарним активностима.

## Биографија
Мелинда Ан Френч је рођена 15. августа 1964. године у Даласу у Тексасу. Она је друга од четворо деце Рејмонда Џозефа Френча, инжењера за ваздухопловство и Елин Агнес Амерланд, домаћице. Мелинда има старију сестру и два млађа брата. Похађала је Католичку школу Св.Моника, где је била најбоља ученица. Затим је завршила Академију Урсулин у Даласу 1982. године, а након тога дипломирала на рачунарској техници и економији на Универзитету Дјук. 1987. је магистрирала бизнис на истом универзитету.
Убрзо по завршетку факултета, придружила се Мајкрософту и учествовала у развоју многих мултимедијалних производа, укључујући МС Боб, Енкарта и Експедиа. Током рада у Мајкрософту упознала се са Билом Гејтсом, за кога се удала 1994. године на приватној церемонији на Хавајима. Убрзо након тога је напустила компанију како би могла да се фокусира на подизање породице. Њена последња позиција у компанији је генерални директор информативних производа. Мелинда и Бил имају троје деце: Џенифер Катрин Гејтс (рођена 1996.), Рори Џон Гејтс (рођен 1999.) и Феб Адел Гејтс (рођена 2002). Живе у кући Била Гејтса на обали језера Вашингтон у близини Сијетла.
Након тога Мелинда је била члан управног одбора Универзитета Дјук од 1996. до 2003. А од 2006. активно ради у фондацији под именом "Бил&Мелинда Гејтс".

## Признања и награде
- Мелинда и Бил Гејтс су 2002. године добили награду за хуманитарне активности у корист угрожених особа.

- У децембру 2005. Мелинда и Бил Гејтс су проглашени као личности. Мелинда и Бил су примили награду шпанског принца за међународну сарадњу, 4. маја 2006. године, за њихов утицај на свет кроз добротворне акције.

- Маја 2006. године због рада на побољшању живота деце у Америци и широм света, дечија болница у Сијетлу даје име својој згради Мелинда Френч Гејтс Амбуланта.

- Председава кампањом у којој је прикупљено око 300 милиона долара за проширење болница за негу недовољно развијене деце као и развој истраживачког програма болнице како би пронашли нове лекове и третмане.

- Године 2007, Мелинда Гејтс је постала почасни доктор медицине на Институту Каролинска у Стокхолму, Шведска.[6]

- 12. јуна 2009. године Мелинда и Бил су примили почасне дипломе Универзитета у Кембриџу.[7]

- 2016. године, председник Барак Обама предао је Мелинди и Билу председничку медаљу слободе за своје филантропске акције.[8]

- 2017. године, председник Француске Франсоа Оланд наградио је Бил и његову супругу са највећом националном наградом Француске - Легиом части у Паризу за своје добротворне напоре.[9]